# Speed of Light (Chef'Special)
Speed of Light is een nummer van de Nederlandse  band Chef'Special uit 2023.
Volgens frontman Joshua Nolet gaat het nummer over "de snelheid waarmee het leven voorbijgaat". Na de vorige single Miracles werd ook "Speed of Light" een hit. De plaat werd NPO Radio 2 TopSong, 3FM Megahit en 538 Favourite. In de Nederlandse Top 40 bereikte het de 24e positie, waarmee het succes van de voorganger overtroffen werd.

## Videoclip
De bijbehorende clip is volgens Nolet een illustratie van hoe de band als collectief uitdagingen aangaat, zelfs wanneer de individuele leden niet zeker weten of ze het wel kunnen: "We hebben met Chef’Special een veilige omgeving gecreëerd waarin we dingen kunnen proberen, in de wetenschap dat anderen je vangen mocht het mis gaan. Het bouwen van zo’n omgeving daar zou iedereen naar moeten streven", aldus Nolet.
"Synchroonzwemmen werkt echt alleen maar als je collectief het individu loslaat en beseft dat je elkaar nodig hebt om de ultieme prestatie neer te zetten. Het toont heel goed waar we nu staan als band, maar het is ook een boodschap aan de wereld", aldus drummer Wouter Prudon. In de Nederlandse Top 40 bereikte het nummer de 14e positie, terwijl het in de Vlaamse Ultratop 50 op de 17e positie terechtkwam.

## NPO Radio 2 Top 2000
Speed of Light stond in 2024 voor het eerst in de NPO Radio 2 Top 2000, op plek 1718.

## Tracklijst
Muziekdownload
1. "Speed of Light" - 3:07